# Sint-Augustinusgesticht

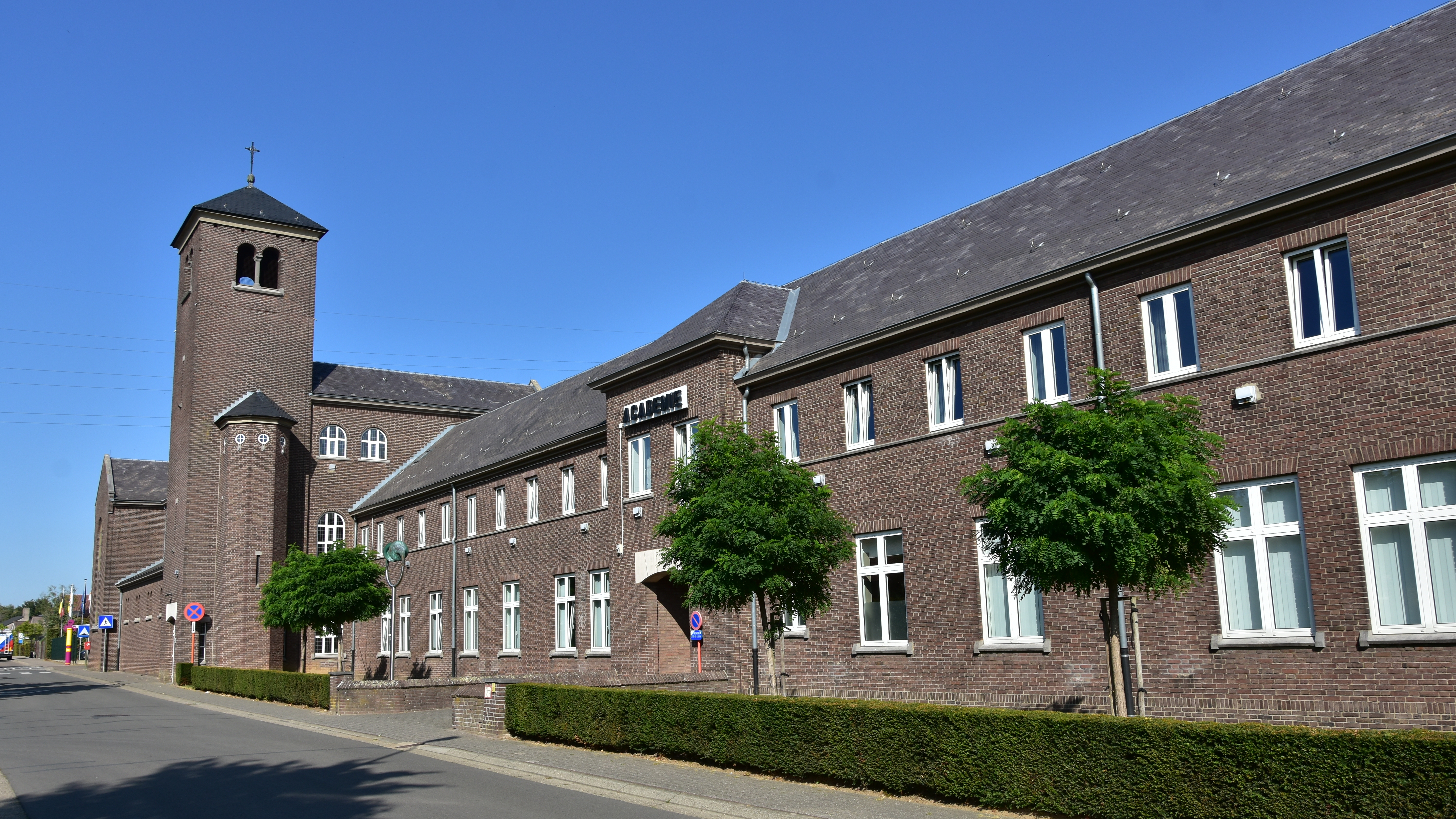
Het Sint-Augustinusgesticht

Het Sint-Augustinusgesticht is een bouwwerk te Gellik, gelegen aan Biesweg 18 aldaar.

## Geschiedenis
Opgericht in 1901 door pastoor G. Baptist kregen hier de Kleine Zusters van de Heilige Joseph uit Heerlen een klooster, en ze verzorgden een school en later verrichtten ze ook wijkverpleging. In 1905 kwam hier ook het Weeshuis Sint-Augustinus. Het oudste gedeelte is een langgerekt bakstenen gebouw uit 1901, waar zich in een nis ook een beeld van de heilige Michael bevindt. Later zijn nog meer aanbouwen opgericht en werd ook een neoromaanse kapel gebouwd.
In 1980 verhuisden de weinige zusters die nog overgebleven waren naar een nieuwgebouwd tehuis aan Gasthuisstraat 21 te Lanaken.
Tegenwoordig bevindt de hoofdvestiging van de Gemeentelijke Muziekacademie van Lanaken zich in het gebouw.

## Galerij

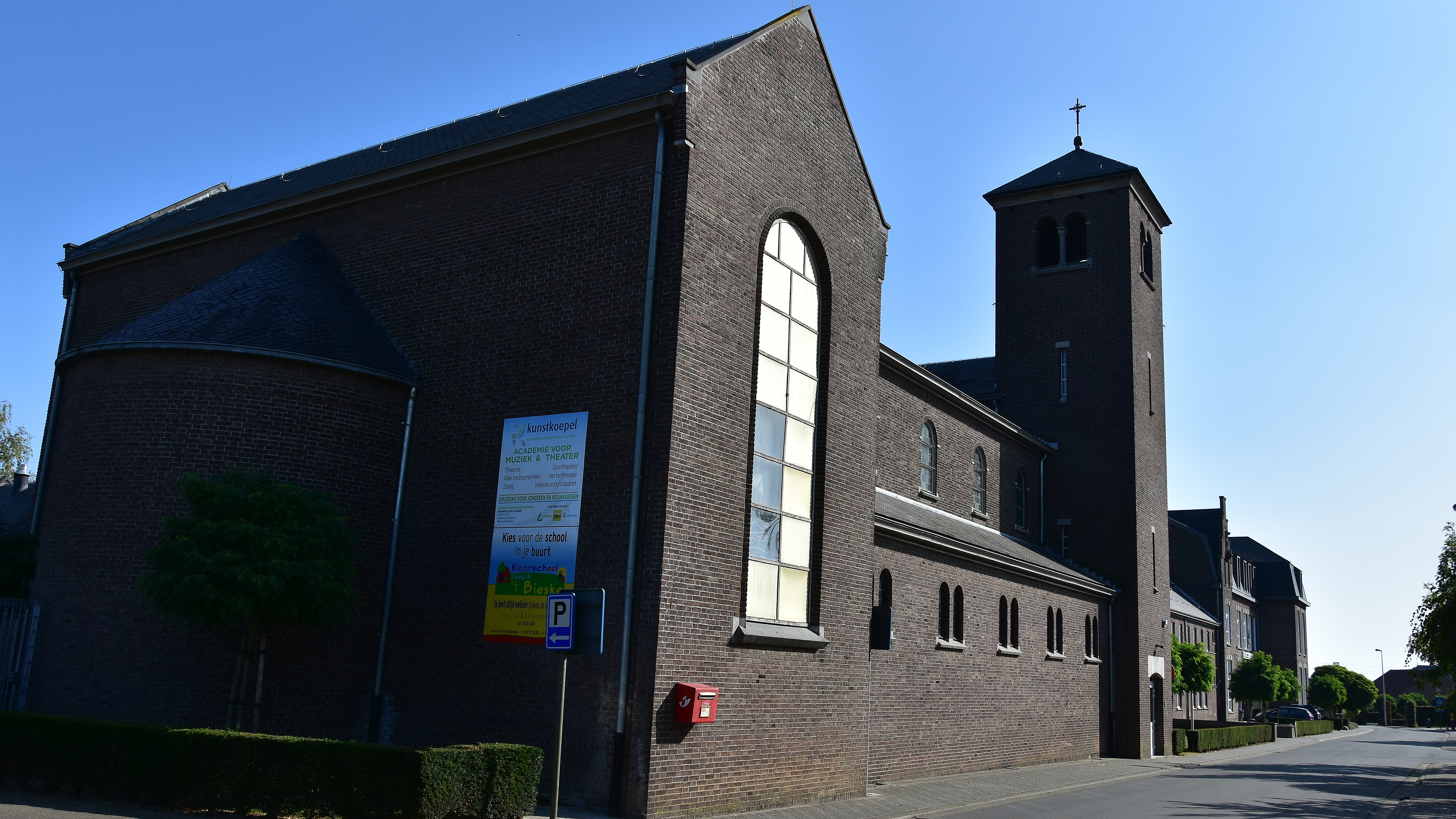
Gezicht op de neoromaanse kapel
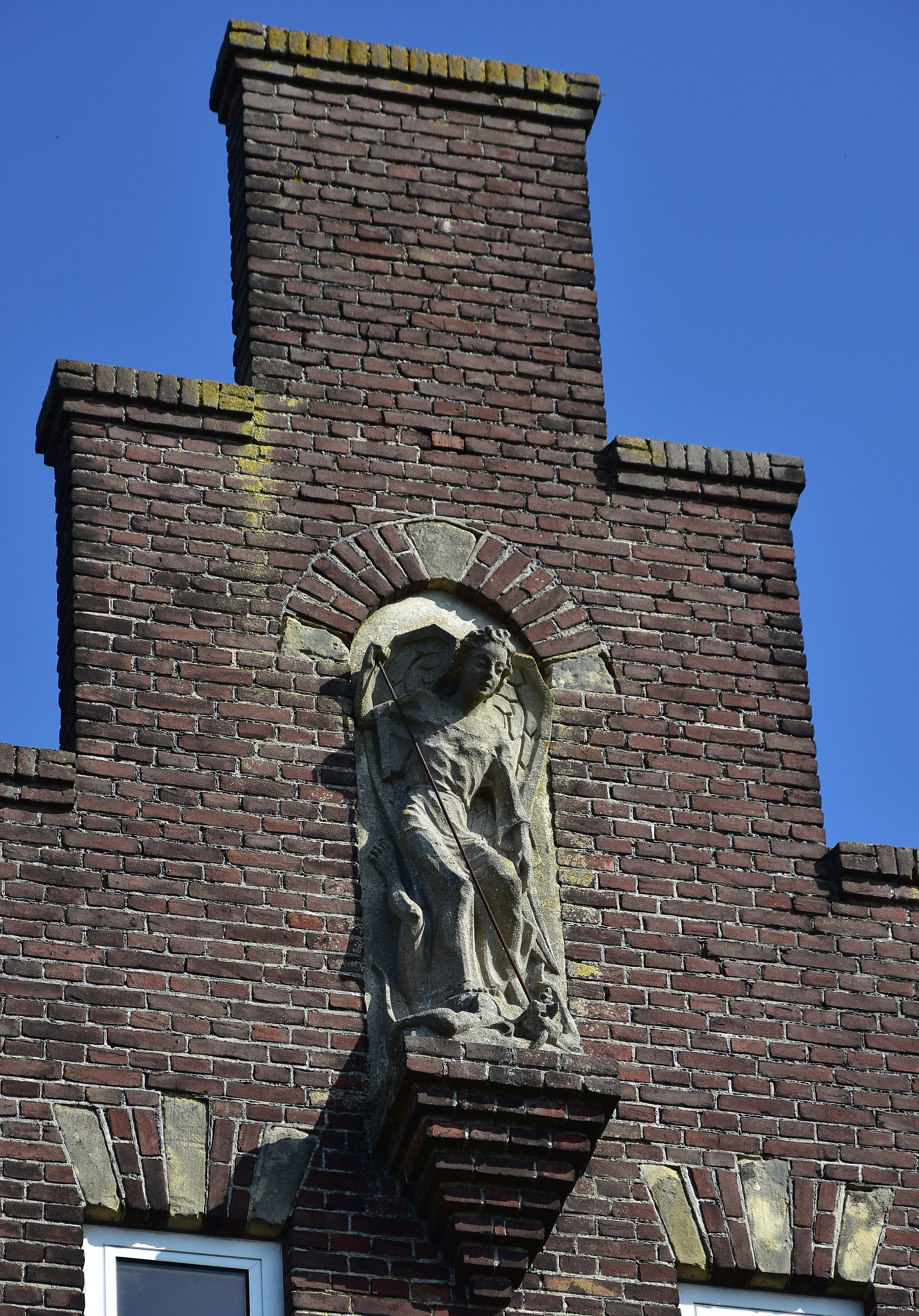
Aartsengel Michaël